# Li Gongzuo
Pour les articles homonymes, voir Li.
Œuvres principales
Nanke taishou zhuan
Li Gongzuo (chinois 李公佐, pinyin Lǐ Gōngzuǒ), né vers 770, mort vers 848, est un écrivain chinois de la dynastie Tang. Il est un auteur de nouvelles en langue classique, ou chuanqi.

## Biographie
Peu de choses sont connues de la vie de Li Gongzuo, d'autant que les renseignements sur sa biographie pourraient se rapporter à deux personnes homonymes. Il a été rapproché de la faction de Li Deyu (en), ce qui est rien moins que certain. Il était un proche de Bai Xingjian, auteur du chuanqi Biographie de Li Wa.

## Œuvre
Li Gongzuo est l'auteur de quatre chuanqi, nouvelles en chinois classique, qui en font l'un des meilleurs représentants du genre.
Le Nanke taishou zhuan (en) (Le Gouverneur de l'État tributaire/du rameau du Sud) est une histoire qui ressemble à celle d'une nouvelle de Shen Jiji, Le Songe à l'intérieur d'un oreiller. Chunyu Fen s'endort à proximité d'un sophora. Un cortège l'invite alors à pénétrer dans une cavité de l'arbre. Il y découvre un royaume enchanteur, épouse la fille du roi, est nommé gouverneur d'une cité. Mais au bout de plusieurs années les choses se gâtent. La princesse meurt, Chunyu est disgracié. Il se réveille alors et comprend qu'il a fait un rêve. Dans la cavité, il met au jour une fourmilière organisée comme le royaume de son rêve. Tang Xianzu a adapté la nouvelle au théâtre sous la forme d'un chuanqi (qui désigne ici un style théâtral).
L'Histoire de Xiè Xiao'e (Xiè Xiao'e zhuan), qui date des environs de 820, est considérée comme le premier récit policier chinois. Le père et l'époux de Xiè Xiao'e sont assassinés par des brigands. Un rêve lui présente sous la forme d'un rébus le nom des assassins. Ce n'est que plusieurs années après que l'auteur en personne, Li Gongzuo, lui fournit la clé de l'énigme. Travestie en homme, Xiè part alors à la recherche des meurtriers pour se venger. Elle devient ensuite nonne bouddhiste. L'histoire a été adaptée par Ling Mengchu sous forme d'une nouvelle en langue vulgaire (huaben) et au théâtre par le philosophe Wang Fuzhi sous la forme d'un zaju.
Ses deux autres nouvelles relèvent du genre fantastique.

## Traductions
- « Le gouverneur de l'État tributaire du Sud », dans Contes de la dynastie des Tang, Éditions en langues étrangères, Pékin, 1958, rééd. 1986
- « Rêve de fourmis. Biographie du préfet de Rameau-Sud » et « La vengeresse. Biographie de Petite-Beauté Xiè », dans Histoires extraordinaires et récits fantastiques de la Chine ancienne. Chefs-d'œuvre de la nouvelle (Dynastie des Tang. 618-907). II, trad. André Lévy, Aubier, 1993, rééd. Flammarion, « GF », 1998